# Stafeto

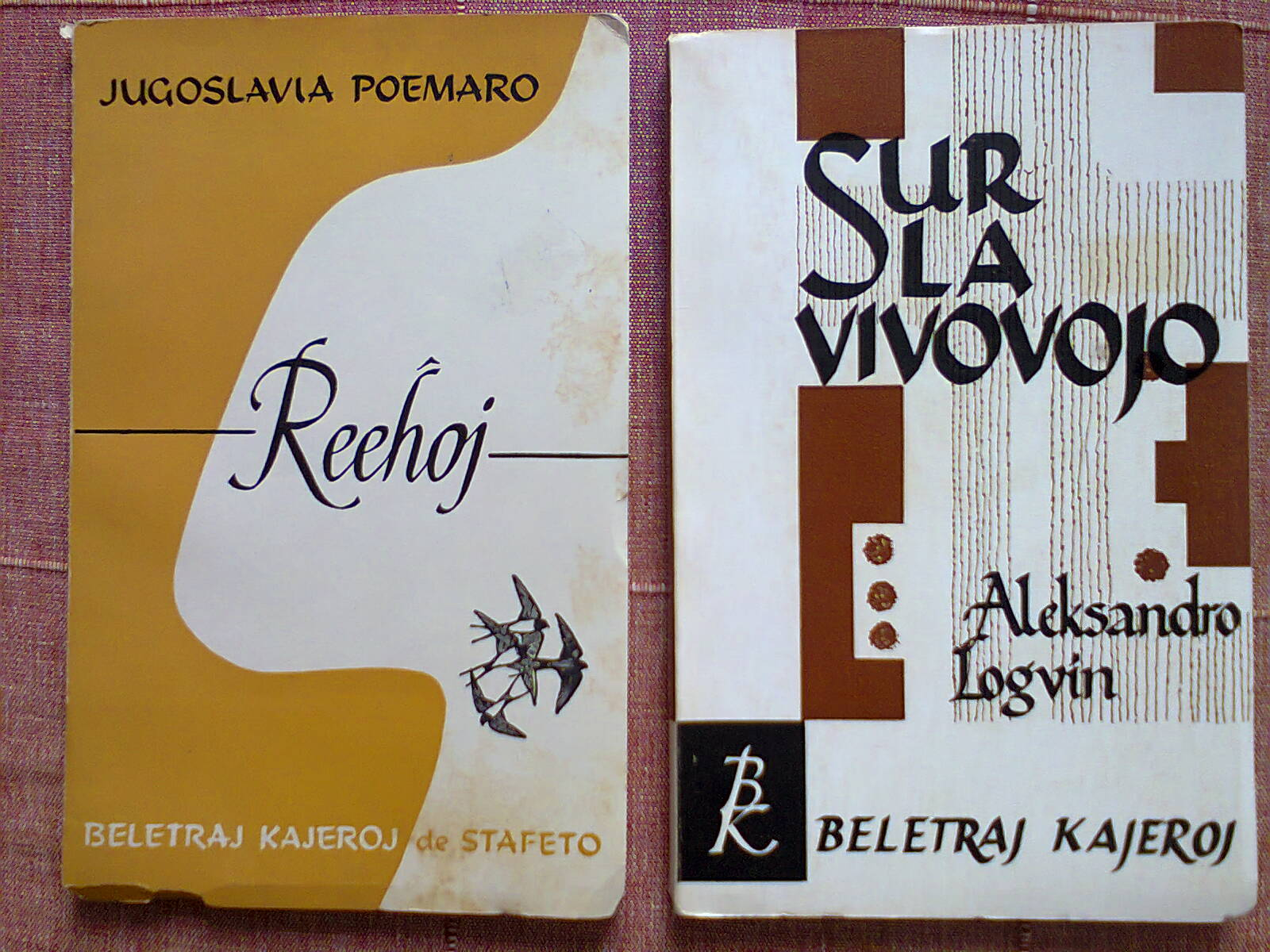
Beletraj kajeroj de Stafeto

Stafeto is de naam van een reeks waarin allerlei boeken geschreven in het Esperanto uitgegeven worden. De reeks werd in 1952 opgezet door de Spaanse Esperantospreker Juan Régulo Pérez en werd tot 1975 door hemzelf uitgegeven te San Cristóbal de La Laguna. Daarna zette de naar Antwerpen verhuisde Deen Torben Kehlet de traditie verder: tot 1985 gaf zijn te Schoten gevestigde uitgeverij Eldonejo TK/Stafeto de reeks uit. Tot slot kreeg de Vlaamse Esperantobond de toestemming de prestigieuze Stafeto-reeks voort te zetten.

De Stafeto-reeks geniet een bijzonder aanzien bij de sprekers van het Esperanto vanwege zijn lange uitgeefgeschiedenis, en ook omdat er in de reeks heel wat werken verschenen zijn die als belangrijk beschouwd worden ( zo bijvoorbeeld Kvaropo, La infana raso, Esperanta antologio, Vitralo, Homoj sur la tero, Kiel akvo de l’ rivero, de verschillende Ĉu-boeken van Johán Valano, La granda kaldrono, El sisma zono).

## Eerste periode: Juan Régulo Pérez en La Laguna
1952-1975, 93 titels.
1. 1952: Kvaropo ("Viertal"; William Auld, John Dinwoodie, John Francis, Reto Rossetti)
2. 1953: La bapto de caro Vladimir ("Het doopsel van tsaar Vladimir"; Karel Havlíček Borovský, vertaling uit het Tsjechisch door Tomáš Pumpr)
3. 1955: Kontralte (Marjorie Boulton)
4. 1955: El la maniko ("Uit de mouw"; Reto Rossetti)
5. 1955: Koko krias jam! ("De haan kraait al"; Ferenc Szilágyi)
6. 1956: La infana raso ("Het kinderras"; William Auld)
7. 1956: Eseoj ("Essays"; Gaston Waringhien)
8. 1957: Jozefo (Jakob David Applebaum)
9. 1957: La floroj de l' malbono (Charles Baudelaire - Kalocsay, Waringhien)
10. 1957: La vivo de la plantoj ("Het leven van de planten"; Paul Neergaard)
11. 1958: Songxe sub pomarbo ("Dromend onder een appelboom"; Julio Baghy)
12. 1958: Esperanta antologio
13. 1959: Eroj kaj aliaj poemoj (Marjorie Boulton)
14. 1959: Sxtupoj sen nomo ("Treden zonder naam"; Baldur Ragnarsson)
15. 1959: Pinta krajono (Reto Rossetti)
16. 1959: Nepalo malfermas la pordon (Tibor Sekelj)
17. 1959: La bela subtera mondo ("De mooie onderaardse wereld"; Leander Tell)
18. 1960: Unufingraj melodioj ("Melodieën met één vinger"; William Auld)
19. 1960: Junagxa verkaro ("Verzameld jeugdwerk"; Edmond Privat)
20. 1960: Vitralo (John Francis)
21. 1960: Topaze (Marcel Pagnol, vertaling Roger Bernard)
22. 1960: Otelo, la mauxro de Venecio (William Shakespeare, vertaling Reto Rossetti)
23. 1960: Regxo Edipo; Antigona (Sophocles, vertaling Douglas B. Gregor)
24. 1960: Nur tri kolorojn ("Maar drie kleuren"; Eli Urbanová)
25. 1960: La sxipego "Tenacity" (Charles Vildrac, vertaling Roger Bernard)
26. 1961: Ombroj de la kvara dimensio ("Schaduwen uit de vierde dimensie"; Edwin de Kock)
27. 1961: Reehxoj
28. 1961: Nova Ezopo ("Een nieuwe Aesopus"; Ŝtefo Urban)
29. 1961: La Zamenhofa esperanto. Simpozio pri -ata/-ita.
30. 1961: Esperanta proverbaro (L.L. Zamenhof)
31. 1962: Ekzilo kaj azilo ("Verbanning en toevluchtsoord"; Emba)
32. 1962: Zamenhof: auxtoro de Esperanto (Marjorie Boulton)
33. 1962: Provo alfronti la vivon (Ivan St. Georgiev)
34. 1962: La profeto (Kahlil Gibran, vertaling Roan Orloff-Stone)
35. 1962: Planlingvaj problemoj (William Gilbert)
36. 1962: Elingita glavo ("Getrokken zwaard"; C.D.A. Capp)
37. 1962: Specimene: parodioj kaj pasticxoj (Henri Baupierre)
38. 1963: Homoj sur la tero ("Mensen op de aarde"; Stellan Engholm)
39. 1963: Sub stelo rigida (Thorsteinn frá Hamri, vertaling Baldur Ragnarsson)
40. 1963: Aventuroj de pioniro (Edmond Privat)
41. 1963: Vivo kaj opinioj de Majstro M'Saud (Jean Ribillard)
42. 1963: Kiel akvo de l' rivero ("Als water van de rivier"; Raymond Schwartz)
43. 1963: Sen paraŝuto ("Zonder parachute"; Poul Thorsen)
44. 1963: Duonvocxe (G.E. Maura)
45. 1964: 33 rakontoj ("33 verhalen"; Reto Rossetti en Ferenc Szilágyi)
46. 1964: Sur la vivovojo("Op de levensweg"; Aleksandro Logvin)
47. 1964: El tero kaj etero (Julia Pióro)
48. 1964: Hamleto, princo de Danujo (William Shakespeare, vertaling L.N. Newell)
49. 1964: Masxinmondo kaj aliaj noveloj ("Machinewereld en andere novellen"; Sándor Szathmári)
50. 1964: Soifo ("Dorst"; Lajos Tárkony)
51. 1965: Martin Fierro (José Hernández, vertaling Ernesto Sonnenfeld)
52. 1965: Japana kvodlibeto ("Japans quodlibet"; Tazuo Nakamura en Miyamoto Masao)
53. 1965: Romeo, Julieta kaj la tenebro (Jan Otčenášek, vertaling Vladimir Váña)
54. 1965: Maskerado cxirkaux la morto ("Maskerade rond de dood"; Theodor Schwartz)
55. 1966: Cxielarko : antologio de fabeloj originale en versoj reverkitaj (Julio Baghy)
56. 1966: Vojagxo inter la tempoj ("Reis door de tijd"; Kálmán Kalocsay)
57. 1967: Vesperkanto ("Avondlied"; Hendrik Adamson)
58. 1967: Arĉoj: sonetaro (Geraldo Mattos)
59. 1967: Vivo de Gandhi ("Leven van Gandhi"; Edmond Privat)
60. 1967: El la polvo de la tero: enkonduko en la grundosciencon ("Uit het stof van de aarde: inleiding in de geologie"; William Frederick Rolt)
61. 1967: Somermeznokta songxo (William Shakespeare, vertaling Kálmán Kalocsay)
62. 1967: Vesperkanto (Hendrik Adamson)
63. 1967: Fajro sur mia lango ("Vuur op mijn tong"; Edwin de Kock)
64. 1967: Arcxoj : sonetaro (Geraldo Mattos)
65. 1967: Vivo de Gandhi (Edmond Privat)
66. 1967: El la polvo de la tero (William Frederick Rolt)
67. 1967: Somermeznokta songxo (William Shakespeare, vertaling Kalman Kalocsay)
68. 1969: Humoroj (William Auld)
69. 1969: Eta vivo (Clelia Conterno Guglielminetti)
70. 1969: Kantoj kaj romancoj (Heinrich Heine, vertaling Kálmán Kalocsay; Gaston Waringhien)
71. 1969: Estigxo de la tero kaj de la homoj ("Ontstaan van de aarde en van de mensen"; Leander Tell)
72. 1970: Bona sxanco: dek du prelegoj pri la internacia lingvo kaj la sociaj sciencoj (Werner Bormann)
73. 1970: La tempesto (William Shakespeare, vertaling Kálmán Kalocsay)
74. 1971: Cigana romancaro ("Zigeunerromans"; Federico García Lorca, vertaling Fernando de Diego)
75. 1971: Invit' al japanesko (Miyamoto Masao)
76. 1971: ... Kun siaspeca spico! (Raymond Schwartz)
77. 1972: Sengxenaj dialogoj (Alberto Fernández)
78. 1972: Vojo kaj vorto (R.P. Nogueira)
79. 1972: Ni kaj ĝi (Gaston Waringhien)
80. 1973: La arbo de la sciado (Pío Baroja, vertaling Fernando de Diego)
81. 1973: Esploroj: poemoj (Baldur Ragnarsson)
82. 1974: El la vivo de Bervala sentauxgulo (Louis Beaucaire)
83. 1974: Ni devas vivi ("Wij moeten leven"; Kjell Walraamoen, Lina Gabrielli)
84. 1974: Proverbaro Esperanta (L.L. Zamenhof)
85. 1975: Patrina koro ("Een moederhart"; Nevena Nedelcxeva)

## Tweede periode: Torben Kehlet en Eldonejo TK
1975-1985, lijst is niet volledig.
1. De ‘’Ĉu’’-reeks van Johán Valano, vanaf 1976
2. La granda kaldrono (1978)
3. Esperantologiaj studoj de Eugen Wüster (1978)
4. Pri lingvo kaj aliaj artoj de William Auld (1978)
5. Cxiu cxiun (1979)
6. Li kaj ni (1985).

## Derde periode: Vlaamse Esperantobond
1986-heden, tot nog toe 41 titels.
1. Ĉu rakonti novele? (Johán Valano)
2. Sub la signo de socia muzo (William Auld kaj Stefan Maul, red.)
3. Kazinski venas tro malfrue (Deck Dorval)
4. Beletro, sed ne el katedro (Gaston Waringhien)
5. Murdo en Esperantujo (Daniel Moirand)
6. Vojaĝoj finiĝas, amantoj kuniĝas (Manjo Austin)
7. Nigra magio (Deck Dorval kaj Christian Declerck)
8. Dirdri kaj la filoj de Usnaĥ (Adriaan Roland Holst)
9. Oktavia (Seneko la pli juna|Seneko)
10. Kromosomoj (Lorjak)
11. 1887 kaj la sekvo (Gaston Waringhien)
12. Dolĉe amare (Emile Van Damme)
13. Urd Hadda murdita! (Deck Dorval)
14. Meznokto metropola (Krys Ungar)
15. Ŝirpecoj (Christian Declerck)
16. Vojaĝoj kaj aliaj poemoj (Edwin de Kock)
17. Kanto pri minotaŭro (Gerrit Berveling)
18. Plena poemaro (Eŭgeno Miĥalski)
19. El sisma zono (Mikaelo Giŝpling)
20. Tri rakontoj pri la Miljara Paco (John Francis)
21. Sur Parnaso (Timothy Brian Carr)
22. Konto de l' vivo (Paul Gubbins)
23. La ŝtona urbo (Anna Löwenstein)
24. Kapturnoj (Higinio García)
25. Simptomoj (Gonçalo Neves)
26. La Bato (Lena Karpunina)
27. Sagao de Njal (Nekonata aŭtoro; tradukis Baldur Ragnarsson)
28. Tie, ĉi tie (Mikaelo Giŝpling)
29. Dormanta Hejmaro (Manashi Dasgupta; el la bengala tradukis Probal Dasgupta)
30. Bildoj pri norda lando kaj aliaj rakontoj (Sen Rodin)
31. Neokazinta amo (Lena Karpunina)
32. Sub fremdaj ĉieloj (Edwin de Kock)
33. Morto de artisto (Anna Löwenstein)
34. Kvazaŭ ĉio dependus de mi (Trevor Steele)
35. Flugi kun kakatuoj (Trevor Steele)
36. Paradizo ŝtelita (Trevor Steele)
37. Konvinka kamuflaĵo (Trevor Steele)
38. Dio ne havas eklezion (Trevor Steele)
39. Amo inter ruinoj (Trevor Steele)
40. La fotoalbumo fermiĝas (Trevor Steele)
41. La konflikto de la epokoj (Edwin de Kock)
42. Kvin kverkoj kaj la sekvo (Christian Declerck)